# GS1
A GS1 egy nonprofit szervezet, amely a globális szabványokat fejleszti és tartja karban az üzleti kommunikáció területén. Ezen szabványok legismertebbike a vonalkód, egy gépi olvasásra alkalmas, termékekre nyomtatott jelkép. Több mint 100 millió terméken található GS1-vonalkód, melyeket naponta több mint hat milliárd alkalommal olvasnak le.
A GS1 szabványok, szolgáltatások és megoldások javítják a hatékonyságot, illetve az ellátási lánc biztonságát és átláthatóságát fizikai és digitális csatornákon, iparági szektorok széles körében. Olyan üzleti nyelvet hoznak létre, amely azonosítja, begyűjti és megoszthatóvá teszi a termékek, helyek, eszközök stb. alap információit.

## A szervezetről és szabványairól általában
A GS1 egy semleges, nonprofit szervezet, amely fejleszti és fenntartja a legszélesebb körben alkalmazott globális szabványokat. A szervezetnek 115 helyi tagszervezete van a világon (országonként egy-egy kizárólagos képviselet) és kb. 2 millió vállalkozással áll partneri kapcsolatban. Számos GS1 szabvány ISO szabvány is (pl. GTIN, GLN, SSCC). A szervezet az ISO Automatikus azonosítási és adatgyűjtési technikai bizottságának titkárságaként is tevékenykedik. A szabványok fejlesztése és fenntartása az ún. GSMP (Global Standards Management Process) mechanizmus által valósul meg, ami egy közösségi alapon működő fórum. Ezen keresztül a különféle iparágak és vállalkozások együtt, közösen kialakíthatják és alkalmazhatják azokat a szabványos megoldásokat, amelyekre az ellátási láncban a leginkább szükségük van.
Az iparágak között az élelmiszer szektortól kezdve az egészségügyön, a szállítmányozáson és logisztikán át a védelmi szektorig a legkülönbözőbb ágazatok képviselői megtalálhatók.
Szabványai legismertebb eleme a vonalkódos azonosítás, amely a kereskedelmi folyamatok elválaszthatatlan része, nagyban segíti és gyorsítja az információ áramlását a gyártástól a szállítmányozáson és raktározáson át az áruházi értékesítésig. Ezek mellett a legkorszerűbb 2D (DataMatrix, QR) kódok, vagy a rádiófrekvenciás (RFID) technológiával történő azonosítás szabványait is kezeli.
Ezek az azonosítási rendszerek elősegítik az ellátási láncok hatékony és gyors működését, támogatják a megbízhatóságot, valamint a biztonságot. Döntő szerepet játszanak a kiskereskedelemben, ahol a gyors kasszafolyamatokon túl a fejlettebb raktározás-menedzsmentet és kiszállítási folyamatokat tesznek lehetővé, és a globális szintű online értékesítést is támogatják.

## A szervezet története

### Előzmények
1948-ban Norman Joseph Woodland (1921–2012) és Bernard Silver (1924–1963) a morzejelekből kiindulva dolgozta ki a különböző vastagságú vonalak rendszerét, illetve ennek variációjaként azt az azonosítót, amelyet feltalálói néhány évvel később, 1952-ben szabadalmaztattak. Ebből alakult ki a UPC vonalkód.

### Az amerikai és európai szervezetek
A termékre szabott egyedi azonosító igénye először Amerikában, a kiskereskedelemben merült fel. 1969-ben az Egyesült Államokban a kereskedelmi ipar egy olyan megoldást keresett, amivel le lehet rövidíteni az üzletekben a pénztárnál töltött időt. Felállítottak egy Élelmiszeripari Termékazonosító Kódra vonatkozó Eseti Bizottságot, hogy erre megoldást találjon.
1973-ban az Univerzális termékkódot (Universal Product Code, UPC) választotta a csoport, mint első egyedi termékazonosításra szolgáló egyedülálló szabványt, 1974-ben pedig megalakult a Uniform Code Council (UCC), hogy ezt a szabványt igazgassa. Egy évvel később az együttműködő elektronikai cégek kifejlesztették az elektronikus kódolvasót, amivel meggyorsult a vásárlók fizetése a pénztáraknál. 1974 június 26-án egy csomag Wrigley’s rágógumi volt a legelső vonalkóddal ellátott termék, amelyet egy üzletben leolvastak.
1976-ban az eredeti 12 számjegyű kódot 13 számjegyre bővítették, ami megnyitotta a lehetőséget, hogy az Egyesült Államokon kívül is használhassák. 1977-ben erre a célra külön szervezetet alapítottak Brüsszelben (European Article Numbering Association, röviden: EAN), 12 ország (köztük Svájc, Dánia és Németország) képviselőivel.
1990-ben az EAN és az UCC nemzetközi együttműködési megállapodást írt alá és kiterjesztette jelenlétét 45 országra.
Az EAN szabványrendszer alkalmazói köre csakhamar jelentősen bővült az európai kontinensen túl is, és 1994-ben a nevük EAN Internationalra (Nemzetközi Termékszámozási Társaság) változott. 1999-ben az EAN és az UCC elindította az automatikus azonosítással foglalkozó Auto-ID Centre-t, hogy kifejlessze az Elektronikus termékkódot (EPC), amely a rádiófrekvenciás azonosításban (RFID) használatos GS1 szabványokért felel.
2003-ban a brüsszeli székhelyű EAN International, az amerikai UCC és a kanadai ECCC (Electronic Commerce Council of Canada – Kanadai Elektronikus Kereskedelmi Tanács) összeolvadt EAN-UCC System néven. 2004-ben az EAN és az UCC elindította a Globális adatszinkronizációs hálózatot (Global Data Synchronization Network, GDSN), ami egy nemzetközi, Internet-alapú kezdeményezés, amellyel a kereskedelmi partnerek hatékonyan cserélhetnek termék törzsadatokat.
2005-re a szervezet már több, mint 90 országban képviseltette magát, így világszerte a GS1 nevet kezdte el használni. Habár a "GS1" nem egy mozaikszó, egy olyan szervezetre utal, amely egyetlen globális szabványrendszert valósít meg.
2018 augusztusában egy új szabvány, a GS1 Web URI is ratifikálásra került, mely során olyan egyedi azonosítók adhatóak a termékekhez, melyek egy URI-t (weboldalszerű-címet) is tartalmaznak QR-kódként.

## Vonalkódok

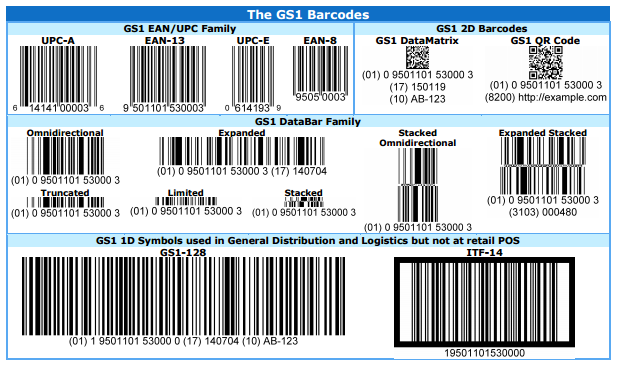

A GS1 szabványok által definiált vonalkódok igen elterjedtek. A GS1 1974-ben vezette be az első vonalkódtípusát. A korai vonalkódtípusokba még csak egy termékazonosító számot kódolnak bele, amely elektronikusan leolvasható, ezáltal a termék könnyebben nyomonkövethető, feldolgozható és tárolható. A később kifejlesztett vonalkódok és 2D-s jelképek a termékazonosítón felül további adatok összeláncolására és megjelenítésére is alkalmasak voltak.
A vonalkódok javítják a hatékonyságot, illetve az ellátási lánc biztonságát és láthatóságát fizikai és digitális csatornákon. Szerepük a kereskedelmi iparban - beleértve napjaink online piactereit is - igen jelentős, a gyorsabb fizetésen túl a feljavított raktár-és kézbesítésmenedzsmentig, illetve az online árusításig globális szinten. Csak az Egyesült Királyságban a vonalkód bevezetése 10,5 milliárd fontnyi megtakarítást eredményezett évente a kereskedelmi szektorban.
Néhány, a GS1 által kifejlesztett és kezelt vonalkód: EAN/UPC (leginkább fogyasztói cikkeken használatos), GS1 DataMatrix (leginkább egészségügy termékeken használatos), GS1-128 (logisztikai címkéken és raktári környezetben leolvasott magasabb csomagolási szinteken használatos), GS1 DataBar, illetve GS1 QR-kód.

## GS1 szabványok
A legelterjedtebb GS1 szabvány a GTIN. (Globális Kereskedelmi Áruazonosító Szám – angolul Global Trade Item Number) Egyedileg azonosítja a termékeket szerte a világon és a GS1 rendszer alapját képezi.
- alkalmazási szint események (ALE)
- alapvető üzleti kifejezések szótára (CBV)
- EAN/UPC vonalkódok
- EPC/RFID címkék
- EPCIS
- GEPIR
- GS1 Globális Adatmodell:
- Globális adatszinkronizációs hálózat (GDSN)
- globális dokumentumtípus azonosító (GDTI)
- globális egyedi tárgyazonosító szám (GIAI)
- globális küldeményazonosító szám (GINC)
- globális helyazonosító szám (GLN)
- globális termékosztályozás (GPC)
- globális visszatérő tárgy azonosító (GRAI)
- globális szolgáltatási kapcsolat szám (GSRN)
- globális szállítmány azonosító szám (GSIN)
- globális kereskedelmi áruazonosító szám (GTIN)
- GS1-128
- GS1 DataBar
- GS1 DataMatrix
- GS1 Digital Link
- GS1 EDI (elektronikus adatcsere)
- ITF-14
- alacsony szintű olvasási protokoll (LLRP)
- ONS szerver
- szállítási egység sorszám kódja (SSCC)

Sok GS1 szabvány egyben ISO szabvány is. Például a GTIN, a GLN, és az SSCC.
A GS1 továbbá titkársági feladatokat is ellát az ISO Automatikus azonosítás és adatgyűjtés technikai bizottságban is.
A GS1 szabványokat a GS1 Globális szabványkezelési eljárás (Global Standards Management Process, GSMP) során fejlesztik és tartják karban, ez a közösségi alapú fórum képez hidat a különböző iparágak és üzletek képviselői között. Együttesen találják ki és vezetik be a szabvány-alapú megoldásokat annak érdekében, hogy a közös ellátási láncbéli kihívásoknak megfeleljenek.

## Iparágak

### Kiskereskedelem
A kereskedelem volt az első olyan iparág, amellyel a GS1 foglalkozni kezdett és ami máig is kiemelt fontosságú maradt. Napjainkban a GS1 négy kiskereskedelmi alszektorban működik globális szinten: ruházati cikkek, friss élelmiszer, tömegfogyasztási cikkek illetve általános fogyasztási cikkek.
A kereskedelem kulcsterületei közé tartozik a fenntarthatóság, adatminőség, szabályozási követelményeknek való megfelelés, termékeknek a származási helyüktől egészen a kiszállításig történő nyomonkövetése, valamint a gyártók és a beszállítók közötti összhang.
Mivel a fogyasztók váltogatják a személyes és az e-kereskedelmi vásárlási csatornákat, ezért elvárás a kiegyensúlyozott vásárlói élmény biztosítása, a hatékonyság, a biztonság, és a gyorsaság. A GS1 olyan szabványokat fejlesztett ki, amelyek egyedileg azonosítják a termékeket, a pontos és teljes digitális termékinformációval pedig előnyhöz juttatják a fogyasztókat és a kiszolgálják a keresőmotorokat.
A főbb e-kereskedelmi piacterek, mint az eBay, az Amazon vagy a Google Shopping megkövetelik a cégeiktől, hogy GS1 GTIN-t használjanak a weboldalon történő értékesítés során.

### Egészségügy
2005 óta a GS1 az egészségügyben azzal az elsődleges céllal működik közre, hogy javítsa a betegbiztonságot és az ellátási lánc hatékonyságát.
A GS1 szabványok egészségügybe történő fejlesztése és implementációja a termékek nyomon követhetőségével támogatja az iparágat a gyártótól a betegig, segít a hamisított termékek kiszűrésében, segít kivédeni a gyógyszerelési hibákat, hatékony visszahívást tesz lehetővé és a klinikai folyamatokat is támogatja. Több, mint 70 országban létezik olyan egészségüggyel kapcsolatos rendelet, vagy kereskedelmi partnerre vonatkozó követelmény, ahol a gyógyszerekre és orvostechnikai eszközökre GS1 szabványokat használnak a fenti okokból kifolyólag. A GS1 Healthcare (egészségügy) tagok világszerte több, mint 140 vezető egészségügyi szervezetben megtalálhatók.

### Egyéb iparágak
A GS1 további három vezető iparágat működtet világszerte: szállítmányozás és logisztika, vendéglátóipar, illetve műszaki iparágak. A GS1 több mint 100 országban jelen lévő 115 tagszervezete több tucat iparági szektorra fókuszál.

## Tagság
A GS1 világszerte több mint 2 millió taggal rendelkezik. A vállalatok a helyi GS1-tagszervezethez történő csatlakozással válhatnak tagokká.

## Irányítás és struktúra

### A GS1 irányításának három szintje
1. Első szint: a GS1 Közgyűlése, amely az összes Tagszervezet képviselőiből áll.
2. Második szint: a GS1 Igazgatótanácsa, amely a globális stratégiai irányelvekért felelős (a multinacionális cégek vezetői, illetve GS1 Tagszervezetek     részvételével). A GS1 Igazgatótanácsának tagjai a következő szervezetek felsővezetői közül kerülnek ki:   Abudawood, Alibaba Group, B. Braun Melsungen, Beijing Hualian Group, bol.com, Fogyasztási Cikkek Fóruma, Dr. Oetker, Google, Grupo Bimbo, Grupo Éxito, IGA, The J.M. Smucker Company, Johnson & Johnson, L’Oréal, LF Logistics, Metro AG, Nestlé, Procter & Gamble, Reliance Retail, Royal College of Physicians and Surgeons of Canada, GS1 Ausztrália, GS1 Kanada, GS1 Kína, GS1 Egyiptom, GS1 Franciaország, GS1 Németország, GS1 Hong Kong, GS1 Olaszország, GS1 Paraguay, GS1 US.
3. Harmadik szint: GS1 Global Office (GS1 Központi Iroda - GS1 Központ) és a helyi Tagszervezetek (MO-k). A GS1 Global Office az új szabványok kifejlesztésén és fenntartásán dolgozik. A helyi MO-k a helyi szolgáltatásokkal és a szabványok implementációjával foglalkoznak. A helyi GS1 testületek a helyi stratégiai irányelvekért felelősek (az országban található cégek vezetőinek részvételével).

#### Testületek globális szinten
Globális szinten további két testület létezik:
- A GS1 Data Excellence Igazgatósága (a GS1 adatstratégiájáért felel)
- GS1 Innovációs Testület és EPCglobal Kormányzótanács (a GS1 innovációs és R&D tevékenységeiért felel).

## Finanszírozás
A GS1 Tagszervezetek szerte a világon a helyi tagjainak éves tagdíjából és szolgáltatásaik díjából gazdálkodnak.

## Partnerek
A GS1 más nemzetközi szervezeteknek is partnere. A GS1 partnerei többek között:
- Fogyasztási Cikkek Fóruma
- Nemzetközi Szabványügyi Szervezet (ISO)
- NATO
- ENSZ
- ENSZ Menekültügyi Főbiztossága (UNHCR)
- Vámigazgatások Világszervezete (WCO)
- International Society for Quality in Health Care (ISQua)
- Joint Initiative Council (JIC)

## A GS1 Magyarország
A GS1 Magyarország a nemzetközi szervezet kizárólagos magyarországi képviselője. Az ország 1984-ben csatlakozott a rendszerhez, akkor még Nemzeti Számozó Szervezet néven a Magyar Gazdasági Kamara égisze alatt kezdődött az együttműködés, majd az EAN rendszer 1989-től a Csomagolási és Anyagmozgatási Szövetség keretei között működött tovább. 1999-ben elindult az EAN Magyarország Közhasznú Társaság mint önálló szervezet.
A nemzetközi szervezet 2005-ös névváltoztatásának megfelelően az EAN Magyarország 2006. január 1-től GS1 Magyarország néven működik tovább, 2008-tól mint nonprofit zártkörű részvénytársaság.
Lásd még
A GS1 országkódok listája